# Бахмутський район (1923—2020)
Бахмутський район (у 1924—2016 роках — Артемівський район) колишній район України, на північному сході Донецької області з адміністративним центром у місті Бахмут, який існував протягом 1923—2020 років і був ліквідований під час адміністративно-територіальної реформи в Україні. Населення становило 44440 осіб (станом на 1 серпня 2013 року). Площа 1921 км².

## Загальні відомості
Район розташовувався у північно-східній частині Донецької області і межував на сході з Луганською областю, на північному заході з Лиманським районом, на заході із Слов'янським та Костянтинівським районами, на південному сході з містом Горлівка, на півдні з Шахтарським районом.
Адміністративним центром району було місто Бахмут, сполучення якого з обласним центром Донецьком, здійснюється залізничним та автомобільним транспортом. Майже всі населені пункти району мають автобусне сполучення з районним центром.

## Географія
Територія Бахмутського району розташована в межах Донецького кряжу. Поверхня підвищена. Місцями висота досягає 250 метрів над рівнем моря. В геоморфологічному відношенні район становить собою плато, розрізане балками, ярами та долинами малих річок.
Територією району протікає значна кількість річок, багато ставків та водоймищ. Головна річка — Бахмутка, довжиною 86 км, площа басейну становить 1680 км². За своїм режимом річка відноситься до рівнинних, переважно снігового поповнення.
У кліматичному відношенні Бахмутський район відноситься до теплого недостатньо-зволоженого району Донецької області.
Клімат помірно-континентальний. Найбільш холодні місяці року — січень і лютий (середня температура мінус 6-8 °C). Максимальна глибина промерзання ґрунту 80 см, мінімальна 27 см. Найтепліший місяць — липень (+20, +25 °C). Середньорічна кількість атмосферних опадів рівна 500 мм. З них більша частина випадає в теплий період.
Бахмутський район багатий на корисні копалини, такі як сіль, доломіти для металургії, вогнетривкі глини, глини тугоплавкі, пісок формувальний, гіпс, пісковик, крейда та цегельно-черепична сировина.
Бахмутський район є одним із найбільших соледобувних районів в Україні.
В межах району експлуатується 2 великих родовища солі: Артемівськ та Ново-Карфагенне. Загальновідомими є Часів-Ярське родовище вогнетривких глин та Сіверське родовище металургійних доломітів.

## Історія
Згідно з постановою ВУЦВК від 7 березня 1923 року «Про адміністративно-територіальний поділ Донецької губернії» було утворено 7 округів: Бахмутський (з 1924 року — Артемівський), Луганський, Маріупольський, Старобельський, Таганрозький, Юзівський (з 1924 року — Сталінський) і Шахтинський.
Окружним центром Бахмутського округу було місто Бахмут. Тоді ж був утворений Бахмутський район, який з 1924 року перейменований на Артемівський.
Бахмутський район 1923 року було поділено на 3 волості: Бахмутську, Покровську і Званівську, до складу яких входили 23 сільські ради: Забахмутська, Малоіллінівська, Василівська, Михайлівська, Радивонівська, Покровська, Серебрянська, Івано-Хрещенська, Зайцівська, Боголюбівська, Званівська, Клинівська, Кодемська, Богданівська, Прівольська, Ново-Олексіївська, Переїзднянська, Кузьминівська, Карпівська, Карлівська, Григорівська, Миколаївська, Парасковіївська.
З часом Бахмутський (Артемівський) район збільшувався — у 1926–1932 роках до його складу вже входили 27 сільських рад.
Але 1932 року постановою Президії ВУЦВК і Ради Народних Комісарів УРСР від 4 квітня 1932 року територія Артемівського району була приєднана до Артемівської міськради «в порядку приєднання сільських місцевостей до міст» і у зв'язку з «великим промисловим значенням і перспективами розвитку». У 1932-1933 район страждав від голодомору, про що існують спогади місцевих жителів.
Перед Другою світовою війною Артемівський район знову був відновлений. З жовтня 1941 року по вересень 1943 року територія Донецької області і району була тимчасово окупована німецько-фашистськими військами. Район знову називався Бахмутським.
1962 року у зв'язку з укрупненням сільських районів до розмірів виробничих колгоспно-радгоспних управлінь замість тих, що існують Указом Президії Верховної Ради УРСР від 30 грудня 1962 року в Донецькій області з 28 районів було утворено всього 9. Серед них і Артемівський. Територія Артемівського району суттєво збільшилася: вона включала додатково смт Корсунь, Новолуганське, сільради Дзержинського і Константинівського районів, Кодемську сільську раду — Горлівського міськвиконкому, Калинівську і Новогригорівську сільські ради — Дебальцевського міськвиконкому, Малоорловську сільську раду — Єнакієвської міськради.
1965 року відбувається нова реорганізація, внаслідок якої Артемівський район набуває практично сучасних обрисів. 4 січня 1965 року Указом Президії Верховної Ради УРСР «У зв'язку з об'єднанням обласних промислових і обласних сільських рад депутатів трудящих Українською РСР і враховуючи пропозиції про розукрупнення районів Артемівський район утворено у складі: центр — місто Артемівськ, місто Яма Лиманської міськради, Луганської селищної ради і Василівської, Володимирівської, Григорівської, Зайцівської, Калинівської, Клинівської, Кодемської, Красненської, Новогригоровської, Оріхово-Василівської, Парасковіївської, Покровської і Семигірської сільських рад Артемівського району, Васюківської, Верхньокам'янської, Званівської, Різниківської, Роздолівської і Серебрянської (Сріблянської) сільських рад Слов'янського району».
20 травня 2015 року Верховна рада України прийняла постанову № 2792, згідно з якою до складу Артемівського району були включені територія Миронівської селищної ради (разом із смт Миронівський) площею 11,11 км² та територія Світлодарської міської ради (разом із містом Світлодарськом) площею 2,12 км².
4 лютого 2016 року Артемівський район був перейменований у сучасну назву.

## Адміністративний устрій
Адміністративно-територіально район поділяється на 3 міські ради, 4 селищні ради та 24 сільські рад, які об'єднують 109 населених пунктів та підпорядковані Бахмутській районній раді. Адміністративний центр — місто Бахмут.

## Населення
Розподіл населення за віком та статтю (2001)
| Стать | Всього | До 15 років | 15-24 | 25-44  | 45-64  | 65-85  | Понад 85 |
| --- | ------ | ----------- | ----- | ------ | ------ | ------ | -------- |
| Чоловіки | 51 567 | 8436        | 8948  | 15 349 | 13 000 | 5635   | 199      |
| Жінки | 62 215 | 8168        | 8305  | 16 596 | 17 137 | 11 148 | 861      |
| \| Статево-вікова піраміда \| Статево-вікова піраміда \| Статево-вікова піраміда \| \| ----------------------- \| ----------------------- \| ----------------------- \| \| Чоловіки \| Вік \| Жінки \| \| 199 \| 85 + \| 861 \| \| 318 \| 80-84 \| 1110 \| \| 1004 \| 75-79 \| 2848 \| \| 2245 \| 70-74 \| 3879 \| \| 2068 \| 65-69 \| 3311 \| \| 3504 \| 60-64 \| 5296 \| \| 1873 \| 55-59 \| 2606 \| \| 3657 \| 50-54 \| 4361 \| \| 3966 \| 45-49 \| 4874 \| \| 4352 \| 40-44 \| 4875 \| \| 3701 \| 35-39 \| 4171 \| \| 3431 \| 30-34 \| 3644 \| \| 3865 \| 25-29 \| 3906 \| \| 4084 \| 20-24 \| 3839 \| \| 4864 \| 15-20 \| 4466 \| \| 3690 \| 10-14 \| 3704 \| \| 2800 \| 5-9 \| 2559 \| \| 1946 \| 0-4 \| 1905 \| |        |             |       |        |        |        |          |
| Статево-вікова піраміда |        |             |       |        |        |        |          |
| Чоловіки | Вік    | Жінки       |       |        |        |        |          |
| 199 | 85 +   | 861         |       |        |        |        |          |
| 318 | 80-84  | 1110        |       |        |        |        |          |
| 1004 | 75-79  | 2848        |       |        |        |        |          |
| 2245 | 70-74  | 3879        |       |        |        |        |          |
| 2068 | 65-69  | 3311        |       |        |        |        |          |
| 3504 | 60-64  | 5296        |       |        |        |        |          |
| 1873 | 55-59  | 2606        |       |        |        |        |          |
| 3657 | 50-54  | 4361        |       |        |        |        |          |
| 3966 | 45-49  | 4874        |       |        |        |        |          |
| 4352 | 40-44  | 4875        |       |        |        |        |          |
| 3701 | 35-39  | 4171        |       |        |        |        |          |
| 3431 | 30-34  | 3644        |       |        |        |        |          |
| 3865 | 25-29  | 3906        |       |        |        |        |          |
| 4084 | 20-24  | 3839        |       |        |        |        |          |
| 4864 | 15-20  | 4466        |       |        |        |        |          |
| 3690 | 10-14  | 3704        |       |        |        |        |          |
| 2800 | 5-9    | 2559        |       |        |        |        |          |
| 1946 | 0-4    | 1905        |       |        |        |        |          |

Національний склад населення району за переписом 2001 року
|          | Чисельність, осіб | Частка, % |
| українці | 42 548            | 78,7      |
| росіяни  | 9 930             | 18,4      |
| білоруси | 376               | 0,7       |
| турки    | 304               | 0,6       |
| вірмени  | 110               | 0,2       |

Етномовний склад сільських та міських рад району (рідна мова населення) за переписом 2001 року, %
|                            | українська | російська | вірменська | білоруська |
| БАХМУТСЬКИЙ РАЙОН          | 72,2       | 26,2      | 0,2        | 0,2        |
| -------------------------- | ---------- | --------- | ---------- | ---------- |
| м. СІВЕРСЬК                | 76,7       | 22,6      | 0,0        | 0,3        |
| смт ЛУГАНСЬКЕ              | 81,8       | 15,8      | 0,4        | 0,1        |
| БАХМУТСЬКА сільрада        | 78,8       | 20,7      |            | 0,2        |
| БЕРЕСТОВСЬКА сільрада      | 78,3       | 20,4      | 0,4        | 0,1        |
| ВАСЮКІВСЬКА сільрада       | 65,8       | 10,8      | 0,5        |            |
| ВЕРХНЬОКАМ'ЯНСЬКА сільрада | 95,4       | 4,7       |            |            |
| ВОЛОДИМИРІВСЬКА сільрада   | 78,6       | 21,1      |            | 0,1        |
| ДРОНІВСЬКА сільрада        | 83,1       | 16,6      |            | 0,3        |
| ЗАЙЦЕВСЬКА сільрада        | 82,6       | 17,2      |            | 0,1        |
| ЗВАНІВСЬКА сільрада        | 91,9       | 7,6       | 0,2        | 0,1        |
| КАЛІНІНСЬКА сільрада       | 72,4       | 26,4      |            | 0,8        |
| КЛИНОВСЬКА сільрада        | 74,0       | 25,7      |            |            |
| КОДЕМСЬКА сільрада         | 79,4       | 20,4      |            |            |
| КОМУНІВСЬКА сільрада       | 53,0       | 29,1      |            | 0,2        |
| КРАСНЕНСЬКА сільрада       | 66,1       | 33,0      | 0,0        | 0,3        |
| МІНЬКІВСЬКА сільрада       | 72,4       | 26,7      |            | 0,4        |
| НИКИФОРІВСЬКА сільрада     | 75,4       | 24,4      |            | 0,1        |
| НОВОГРИГОРІВСЬКА сільрада  | 88,1       | 11,7      |            |            |
| НОВОЛУГАНСЬКА сільрада     | 34,3       | 64,5      |            | 0,1        |
| ОПИТНЕНСЬКА сільрада       | 46,0       | 53,4      | 0,4        | 0,1        |
| ПАРАСКОВІЇВСЬКА сільрада   | 76,9       | 21,8      | 0,9        | 0,3        |
| ПОКРОВСЬКА сільрада        | 69,0       | 30,0      |            |            |
| РОЗДОЛІВСЬКА сільрада      | 93,1       | 6,7       |            |            |
| РІЗНИКІВСЬКА сільрада      | 84,2       | 14,2      | 1,4        |            |
| СЕРЕБРЯНСЬКА сільрада      | 88,4       | 11,1      |            |            |
| ЯКОВЛІВСЬКА сільрада       | 78,3       | 21,2      |            | 0,1        |

## Економіка

### Промисловість
На промисловий комплекс району припадає 32,2 відсотки загальної валової продукції. У промисловості працює 13,8 % загальної кількості працюючих. Співвідношення в галузевій структурі виробництва становить: ВАТ «Сіверський доломіт»(43,8 %), ВАТ «Вуглегірський експериментальний комбікормовий завод» (6,1 %), ДП «Ізосєв — 1» (19,4 %), ДП «Рутекс-керам» (6,9 %). У 2007 році підприємствами вироблено доломіту обпаленого 35 тисяч тонн, вогнетривких виробів 2,7 тисяч тонн, комбікорму — 45 тисяч тонн.
В Бахмутському районі працюють 4 будівельні організації, які відіграють важливу роль в промисловому, соціальному і житловому будівництві.

### Сільське господарство
У районі працює 189 сільськогосподарських підприємств різних форм власності, з них 45 підприємств виробляють 80 % сільськогосподарської продукції. Агропромисловий комплекс є основним сектором економіки району, в цій галузі зосереджено 32 % працюючого населення. В агропромисловому комплексі у 2007 році вироблено 161,9 млн гривень валової продукції. В агропромисловому комплексі в усіх категоріях господарств у 2007 році валовий збір зернових культур склав 46,3 тисяч тонн, урожайність — 17,1 ц/га. Валовий збір зерна пшениці склав 33,7 тисяч тонн, урожайність — 23,9 ц/га.
Виробництвом продукції тваринництва займаються 18 сільськогосподарських підприємств і 4 селянських (фермерських) господарства.

## Транспорт
Через зміну кордонів Бахмутського району, його територія значно розширилась, відтак і збільшилась кількість транспортних шляхів, що проходять районом. Так через увесь район із південного сходу на північний захід перетинає E40М03. На крайньому півдні заходить E50М04.
Також проходять такі автошляхи: Н32, Т 0513 та Т 1302.
У районі розташована низка залізничних вузлів: Вуглегірськ, Ступки та Сіверськ, відтак район перетинають лінії сполученням на півдні на Дебальцеве, Горлівку, Криничну; у центрі на Микитівку, Костянтинівку, проходить лінія Микитівка — Попасна; на півночі на Лиман, Попасну та вантажна гілка на Лисичанський НПЗ. Також існує низка промислових ліній із під'їздом до станцій Сіль, Деконська, Часів Яр, Бункерна, Нікішине та Вуглегірської ТЕС.
Через військові дії на трьох лініях транспортне сполучення або повністю припинене Микитівка — Попасна та Сіверськ — Микитівка (на ділянці Курдюмівка — Микитівка, до Курдюмівки сполучення діє); або частково припинене на ділянці Дебальцеве — Вуглегірськ — Горлівка — Кринична (транспортне сполучення здійснюється нерегулярно, за узгодженням).
Залізничні станції: Булавин, Доломіт, Зовна, Нікішине, Роти, Світлодарське, Шевченко та Ямпіль.
Зупинні пункти: 7 км, 17 км, 23 км, 40 км, 43 км, 49 км, 438 км, 444 км, 456 км, 495 км, 1067 км, 1073 км, Алебастрова, Вальянівка, Виїмка, Кліщіївка, Медовий, Мисливський, Незаможний, Прилежний та Роздолівка.

### Автомобільні дороги місцевого значення
| № з/п             | Індекс та номер   | Назва автомобільної дороги                                                                            | Протяжність, км | В OSM                                                   |
| ----------------- | ----------------- | --- | --------------- | ------------------------------------------------------- |
| 1                 | С050301           | Бахмут — Часів Яр — Григорівка км 0+000 — км 8+900                                                    | 8,9             |                                                         |
| 2                 | С050302           | Бахмут — 3-й відділок радг. Артема — /М-03/ км 0+000 — км 3+000                                       | 3,0             |                                                         |
| 3                 | С050303           | Бахмут — Кліщіївка — Андріївка км 0+000 — км 9+900                                                    | 9,9             |                                                         |
| 4                 | С050304           | Новоолександрівка — Сіверськ км 0+000 — км 14+600                                                     | 14,6            |                                                         |
| 5                 | С050305           | Від /Т-13-02/ — Липове км 0+000 — км 9+900                                                            | 9,9             | 10167382 [Архівовано 21 жовтня 2019 у Wayback Machine.] |
| 6                 | С050306           | Спірне — /Т-13-02/ км 0+000 — км 7+600                                                                | 7,6             |                                                         |
| 7                 | С050307           | Кузьминівка — /Т-05-13/ км 0+000 — км 1+100                                                           | 1,1             |                                                         |
| 8                 | С050308           | Веселе — /Т-05-13/ — Яковлівка км 0+000 — км 6+100                                                    | 6,1             |                                                         |
| 9                 | С050309           | Дача — Травневе км 0+000 — км 2+600                                                                   | 2,6             |                                                         |
| 10                | С050310           | Свято-Покровське — Федорівка км 0+000 — км 8+300                                                      | 8,3             |                                                         |
| 11                | С050311           | Івано-Дар'ївка — Виїмка — Берестове — /Т-13-02/ км 0+000 — км 10+400                                  | 10,4            |                                                         |
| 12                | С050312           | Миколаївка — Роздолівка — /Т-05-13/ км 0+000 — км 15+500                                              | 15,5            |                                                         |
| 13                | С050313           | Кудрявка — Низинне км 0+000 — км 3+800                                                                | 3,8             |                                                         |
| 14                | С050314           | Від /Т-05-13/ — Курдюмівка км 0+000 — км 5+500                                                        | 5,5             |                                                         |
| 15                | С050315           | Іванівське — Кліщіївка км 0+000 — км 3+600                                                            | 3,6             |                                                         |
| 16                | С050316           | Від /Т-05-13/ — Верхньокам'янське з під'їздом до Новоселівки, Івано-Дар'ївки км 0+000 — км 17+600     | 17,6            |                                                         |
| 17                | С050317           | Никифорівка — Пазено — /Т-05-13/ км 0+000 — км 13+400                                                 | 13,4            |                                                         |
| 18                | С050318           | Міньківка — /М-03/ км 0+000 — км 3+700                                                                | 3,7             |                                                         |
| 19                | С050319           | Від /Т-05-13/ — Благодатне — Соледар — Володимирівка з під'їздом до Новопетрівки км 0+000 — км 17+600 | 17,6            |                                                         |
| 20                | С05032О           | Від /М-03/ — Трипілля з під'їздом до с. Яма км 0+000 — км 19+600                                      | 19,6            |                                                         |
| 21                | С050321           | Верхівка — /М-03/ км 0+000 — км 2+500                                                                 | 2,5             | 10167384 [Архівовано 21 жовтня 2019 у Wayback Machine.] |
| 22                | С050322           | Від /М-03/- Клинове — Мідна руда — Відродження км 0+000 — км 11+800                                   | 11,8            |                                                         |
| 23                | С050323           | Від /Т-05-13/ — Колема з під'їздом до Миколаївки км 0+000 — км 7+500                                  | 7,5             |                                                         |
| 24                | С050324           | Від /М-03/ — Новолуганське км 0+000 — км 3+000                                                        | 3,0             |                                                         |
| 25                | С050329           | Дронівка — Сіверськ з під'їздом до Платонівки км 0+000 — км 8+700                                     | 8,7             |                                                         |
| 26                | С050330           | Липівка — Діброва — Никифорівка — /М-03/ км 0+000 — км 10+700                                         | 10,7            |                                                         |
| 27                | С050331           | Парасковіївка — Оленівка — /М-03/ км 0+000 — км 3+200                                                 | 3,2             |                                                         |
| 28                | С050332           | Підгороднє — /М-03/ км 0+000 — км 1+400                                                               | 1,4             | 10167383 [Архівовано 21 жовтня 2019 у Wayback Machine.] |
| 29                | С050333           | Карпівка — Покровське — /Н-32/ км 0+000 — км 13+900                                                   | 13,9            |                                                         |
| 30                | С050334           | Пилипчатине — / Н-32/ км 0+000 — км 0+900                                                             | 0,9             |                                                         |
| 31                | С050342           | Сіверськ — Серебрянка — Григорівка з під'їздом до с, Доломітне км 0+000 — км 17+800                   | 17,8            |                                                         |
| 32                | С050343           | Серебрянка — Сіверськ — радгосп «Ямський» км 0+000 — км 7+700                                         | 7,7             |                                                         |
| 33                | С050344           | Від /Т-05-13/ — Семигір'я з під'їздами до Іванграду, Вершини км 0+000 — км 24+400                     | 24,4            |                                                         |
| 34                | С050336           | Від /М-03/ — Гольма — Доломітне — Микитівка км 0+000 — км 30+100                                      | 30,1            |                                                         |
| Всього по району: | Всього по району: | Всього по району:                                                                                     | 323,7           | 10139243 [Архівовано 21 жовтня 2019 у Wayback Machine.] |

## Персоналії
- Терещенко Василь Тимофійович (нар. 20 лютого 1943 р.) — заслужений вчитель України, член Донецького відділення НТШ, організатор освіти, публіцист.
- Фоменко Анатолій Кузьмич — краєзнавець, колекціонер, меценат.
- Чупрун Вадим Прокопович — голова Донецької обласної державної адміністрації
- Кравченко Іван Єпіфанович (27.03.1882 — не раніше 1926) — депутат Всеросійських Установчих Зборів.